# Élections législatives togolaises de 2018
Les élections législatives togolaises de 2018 se déroulent le 20 décembre 2018 après plusieurs mois de report du scrutin afin de renouveler les 91 membres de l'Assemblée nationale du Togo. 
Le scrutin est boycotté par l'Alliance C14, principale formation d'opposition regroupant quatorze partis, à la suite d'irrégularités dans la préparation du scrutin et au refus du président Faure Gnassingbé d'abandonner définitivement son projet de révision constitutionnelle. Ce dernier, en réinstaurant la limite du nombre de mandats présidentiel tout en la « remettant à zéro », lui permettrait de se maintenir au pouvoir au-delà de son troisième mandat en cours, devant s'achever en 2020.
L'Union pour la République (UNIR) au pouvoir conserve sa majorité absolue avec 59 sièges sur 91. Le parlement connait par ailleurs une forte hausse du nombre de députés indépendants, 18 d'entre eux décrochant un siège. L' Union des forces de changement (UFC) et quatre autres formations se partagent les quelques sièges restants.
Malgré la majorité absolue obtenue, le scrutin est initialement considéré comme un échec relatif pour l'UNIR, qui ne parvient pas à décrocher la majorité des quatre cinquièmes des sièges nécessaires à une modification constitutionnelle par seule voie parlementaire, même en comptant sur ceux de son allié l'UFC, et ce malgré le boycott d'une grande partie de l'opposition. Le 8 mai 2019, cependant, le gouvernement parvient à faire voter à la quasi-unanimité une révision constitutionnelle permettant à Gnassingbé de se maintenir jusqu'en 2030.

## Contexte

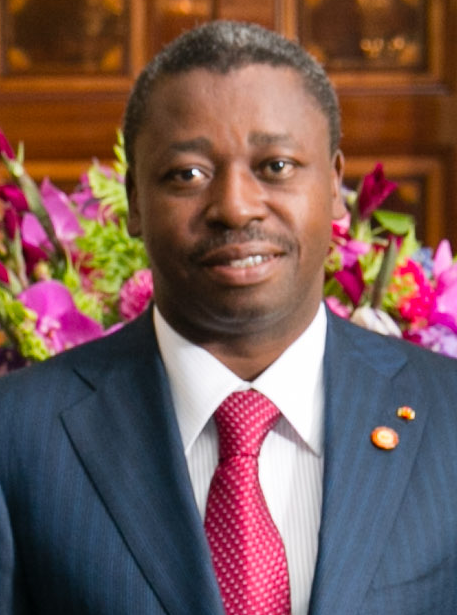
Faure Gnassingbé

En septembre 2017, le gouvernement introduit au parlement un projet de réforme de la constitution prévoyant entre autres une modification du mode de scrutin utilisé pour les élections présidentielles togolaises, avec un passage au scrutin uninominal majoritaire à deux tours au lieu d'un seul ainsi qu'une limitation à deux du nombre de mandats.
La modification constitutionnelle est vivement critiquée par l'opposition, en particulier la non-rétroactivité de la limitation du nombre de mandats, qui permettrait à Faure Gnassingbé, président depuis 2005, de se représenter en 2020 et 2025. À la suite des appels à manifester massivement contre le projet, des dizaines de milliers de personnes se réunissent pour protester dans plusieurs villes du pays dont 100 000 dans la capitale Lomé les 6 et 7 septembre.
Pour être adopté par seule voie parlementaire, un projet de révision de la constitution doit être voté à la majorité des quatre cinquièmes des 91 membres du parlement. Le 19 septembre 2017, cependant, le projet ne réunit que 62 voix sur 91, toutes provenant du parti présidentiel, l’Union pour la République (UNIR).  L'opposition ne participe pas à la séance, la considérant, selon l’Alliance nationale pour le changement (ANC, principal parti d’opposition) comme un « simulacre de plénière ». La majorité des trois cinquièmes ayant été atteinte, le projet de révision est néanmoins valide pour un passage par voie référendaire. Les manifestations organisées contre le projet dans la capitale et les grandes villes togolaises forcent cependant le gouvernement a temporiser. Initialement, le gouvernement comptait sur une organisation du scrutin avant la fin de l'année, mais l'opposition le contraint ainsi à entamer préalablement un dialogue, repoussant le scrutin à 2018.
Les élections sont initialement prévues pour le 14 juillet 2018 au plus tard, celles ci devant avoir lieu dans les 30 jours précédant l’expiration du mandat des députés le 19 août. Le 13 juin, néanmoins, la Cour constitutionnelle appelle le gouvernement et la commission électorale nationale indépendante (CENI) à organiser le scrutin d'ici la fin de l'année, « comme le prévoit la Constitution ». Cette déclaration provoque la colère de l'opposition, qui y voit une légitimation d'un report du scrutin, dans un contexte de tension et de manifestation antigouvernementale. Le gouvernement avait laissé entendre qu'il souhaitait repousser le scrutin au mois de novembre.
À l'issue d'un sommet des chefs d’État et de gouvernement de la Communauté économique des États de l'Afrique de l'Ouest le 31 juillet 2018 à Lomé, l'ECOWAS appelle à une tenue du scrutin le 20 décembre. La Ceni se range le 19 août a cet avis et rend publique une feuille de route pour une organisation du scrutin à cette date, précédée d'une campagne électorale débutant le 4 décembre.

## Mode de scrutin
L'Assemblée nationale est l'unique chambre du parlement monocaméral du Togo. Elle est composée de 91 sièges dont les membres sont élus pour cinq ans au scrutin proportionnel de liste dans trente circonscriptions de 2 à 10 sièges chacune. Le scrutin se tient avec des listes fermées paritaires comprenant deux fois plus de candidats que de sièges à pourvoir, et les résultats en voix conduisent à une répartition des sièges sans seuil électoral mais selon la méthode du plus fort reste. Ces élections sont les premières organisées depuis l’instauration de la parité homme-femme obligatoire au sein des listes des partis.

## Campagne
Douze partis ainsi que seize listes d'indépendants se présentent face aux électeurs, pour un total de 856 candidats.
La principale coalition de l'opposition, forte de 14 partis,, dénonce les irrégularités d'organisation des législatives par le pouvoir, appelle au boycott du scrutin et organise de nombreuses manifestations tout au long des semaines précédant le vote. Le 1er décembre, l'opposition réunit ainsi plus de 500 000 personnes lors d'une manifestation dans la capitale Lomé puis à nouveau le samedi suivant,
totalisant deux millions de manifestants dans l'ensemble du pays.
La campagne est marquée par la violence de la répression contre les manifestants. Plusieurs morts dont au moins trois par balles sont a déplorer. Le gouvernement finit à la mi-décembre par interdire toute marche ou rassemblement public. Le ministre et général Yark Demehame met ainsi en garde la population « Ceux qui manifestent et leurs commanditaires subiront la rigueur de la loi ». 
La campagne officielle se clôt officiellement quarante huit heures avant le jour du scrutin. Un total de 8 848 bureaux de vote sont mis en place dont 201 pour les militaires pour qui le vote est organisé la veille.

## Résultats
|                          |                                                              |                          |           |       |        |               |  |  |  |
| Parti                    | Parti                                                        | Parti                    | Votes     | %     | Sièges | +/–           |  |  |  |
|                          | Union pour la république                                     | UNIR                     |           |       | 59     | 3             |  |  |  |
|                          | Union des forces de changement                               | UFC                      |           |       | 7      | 4             |  |  |  |
|                          | Nouvel engagement togolais                                   | NET                      |           |       | 3      | 3             |  |  |  |
|                          | Mouvement patriotique pour la démocratie et le développement | MPDD                     |           |       | 2      | Nv            |  |  |  |
|                          | Parti des démocrates panafricains                            | PDP                      |           |       | 1      | en stagnation |  |  |  |
|                          | Mouvement des républicains centristes                        | MRC                      |           |       | 1      | 1             |  |  |  |
|                          | Convergence patriotique panafricaine                         | CPP                      |           |       | 0      | en stagnation |  |  |  |
|                          | Union des nationalistes pour le travail                      | UNT                      |           |       | 0      | Nv            |  |  |  |
|                          | Afrique Togo écologie                                        | ATE                      |           |       | 0      | Nv            |  |  |  |
|                          | Parti pour la démocratie et le renouveau                     | PDR                      |           |       | 0      | Nv            |  |  |  |
|                          | Cercle des leaders émergent                                  | CLE                      |           |       | 0      | Nv            |  |  |  |
|                          | Listes indépendantes                                         | Listes indépendantes     |           |       | 18     | 17            |  |  |  |
|                          |                                                              |                          |           |       |        |               |  |  |  |
| Votes valides            | Votes valides                                                | Votes valides            | 1 751 110 | 93,66 |        |               |  |  |  |
| Votes blancs et nuls     | Votes blancs et nuls                                         | Votes blancs et nuls     | 118 607   | 6,34  |        |               |  |  |  |
| Total                    | Total                                                        | Total                    | 1 869 717 | 100   | 91     | en stagnation |  |  |  |
| Abstention               | Abstention                                                   | Abstention               | 1 286 120 | 40,75 |        |               |  |  |  |
| Inscrits / participation | Inscrits / participation                                     | Inscrits / participation | 3 155 837 | 59,25 |        |               |  |  |  |

## Conséquences
Dès le lendemain, les observateurs de l'Union africaine (UA) et de la Communauté économique des États de l'Afrique de l'Ouest (Cedeao) saluent la bonne tenue du scrutin, « dans une atmosphère calme » .
La Commission électorale nationale indépendante (Céni) est chargée d'annoncer les résultats provisoires sous six jours à compter du scrutin, ce qu'elle fait le 23, les éventuels recours devant alors être déposés dans les trois jours, suivi de la proclamation des résultats définitifs par la cour constitutionnelle au maximum huit jours après l'annonce de la Céni, ce qui est fait le 31. Les résultats en sièges sont confirmés, à l'exception d'un siège initialement attribué au MPDD qui revient finalement à l'UFC,,

## Suites
Malgré la majorité absolue obtenue, le scrutin est initialement considéré comme un échec relatif pour l'UNIR, qui ne parvient pas à décrocher la majorité des quatre cinquièmes des sièges nécessaires à une modification constitutionnelle par seule voie parlementaire, même en comptant sur ceux de son allié l'UFC, et ce malgré le boycott d'une grande partie de l'opposition. Le 8 mai 2019, cependant, le gouvernement parvient à faire voter à la quasi-unanimité une révision constitutionnelle permettant à Gnassingbé de se maintenir jusqu'en 2030.